# Microceris
Microceris este un gen de fluturi din familia Hesperiidae. Genul este monotipic și conține o singură specie, Microceris variicolor (Ménétriés 1855), care este endemică din Brazilia. 